# إيفان إيفازوفسكي
إيفان كونستانتينوفيتش آيفازوفسكي (بالأرمنية: Հովհաննես Այվազյան)‏ (بالأرمنية: Հովհաննես Այվազովսկի) (بالروسية: Иван Константинович Айвазовский) (م 29 يوليو 1817 - 2 مايو 1900) هو رسام أوكراني - روسي من أصول أرمينية ذو شهرة عالمية ويعتبر على نطاق واحدا من أعظم الرسامين في مجال الطبيعية البرية والبحرية التي تشكل أكثر من نصف من لوحاته ومن أشهر لوحاته الموجة التاسعة

## السيرة الشخصية
ولد إيفان ايفازوفسكي في مدينة فيودوسيا بشبه جزيرة القرم الإمبراطورية الروسية في 29 يوليو 1817 لعائلة فقيرة أرمينية
انتقلت إلى شبه جزيرة القرم من غاليسيا عام 1812 وكان اسم العائلة إيفازيان (بالإنجليزية: Aivazian)‏ ولكن باللغة البولندية كانت مكتوبة هيفازيان (بالإنجليزية: Haivazian)‏.
لذلك نجد في بعض من لوحات الفنان تحمل توقيعاً، بالحروف الأرمنية، «هوفهانس أيفازيان» (أرمنية|Հովհաննես Այվազյան)
وكان شقيقه غبريال رئيس الأساقفة الأرمن.
تزوج ايفازوفسكي جوليا غرافس (بالإنجليزية: Julia Graves)‏، وهي مربية إنجليزية في سانت بطرسبرغ أصبح لديهم أربع بنات. لاحقا تم فسخ الزواج بينهما لأسباب مجهولة
وفي سن ال 65، تزوج ايفازوفسكي، أنا بورنازيان (بالإنجليزية: Anna Boornazian)‏، وهي أرملة شابه من الأرمن المتواجدين في فيودوسيا.

## التعليم وموهبته الفنية
علمه والده العزف على الكمان وتكلم البولندية والأوكرانية التي أصبح يتقنها بطلاقة.
موهبته كفنان أكسبته منحة دخول إلى أكاديمية الفنون الروسية حيث درس فيها رسم المناظر الطبيعية في عام 1833 وقد حصل منها على ميدالية ذهبية
تطوّرت موهبة ايفازوفسكي بسرعة وكان معاصرا لانبثاق عصر النهضة الروسي بعد انتهاء الحرب النابليونية والذي شهد ولادة الكثير من الأسماء اللامعة في ميادين الثقافة والموسيقى والأدب مثل بوشكين وغوغول وليرمينتوف وميخائيل غلينكا وغيرهم.
وفي عام 1838 أرسل إلى شبه جزيرة القرم لمدة سنتين لرسم سلسلة من صور مدن الساحلية في القرم تتناول عناصر الطبيعة قبل السفر إلى أنحاء أوروبا ليعود مجدّدا في العام 1844، وما لبث أن ُمنح لقب «أكاديمي» وُعهد إليه بمهمة رسم الموانئ العسكرية الروسية الكبرى الواقعة على بحر البلطيق.
في عام 1845، سافر إيفيان إلى إسطنبول بناء على دعوة من السلطان عبد المجيد الأول وقد كان السفر إلى إسطنبول ثماني مرات بين 1845–1890. خلال إقامته الطويلة في إسطنبول، قام ايفازوفسكي برسم العديد من اللوحات التي تخص سلاطين الدولة العثمانية (عبد المجيد الأول، عبد العزيز الأول، وعبد الحميد الثاني) وقد عرضت منها 30 لوحة في قصور الإمبراطوري العثمانية، ومتحف ودولماباهس والعديد من المتاحف الأخرى في تركيا.
وتوجد أيضا أعماله في العشرات من المتاحف في جميع أنحاء روسيا وجمهوريات الاتحاد السوفياتي السابق، بما في ذلك متحف الإرميتاج في سان بطرسبرغ.
أكبر مجموعة من أعماله الفنية توجد في معرض الفن إيفازوفسكي في فيودوسيا، وأوكرانيا، والمعرض الوطني لأرمينيا
تأثر ايفازوفسكي عميقا بالمجازر الحميدية من الأرمن في آسيا الصغرى في عام 1895 وقد تناولت العديد من أعماله هذا الموضوع مثل لوحة طرد السفينة التركية، ولوحة مذابح الأرمن في تريفيزوند وسببا لذلك تخلى إيفان إيفازوفسكي عن الميدالية التي منحت له في إسطنبول
فتح إيفازوفسكي مدرسة للفنون في فيودوسياالمدينة التي ولد فيها وقضى سنواته الأخيرة بها (أي في فيودوسيا) حيث اهتم بأموره
الخاصة ونظم معارض للطلبة الفقراء في مدرسة الفنون التي أنشئها إلى ان توفي عام 1900م

## وفاته
توفي إيفان إيفازوفسكي في 2 مايو 1900 في فيودوسيا شبه جزيرة القرم.

## نجاحه

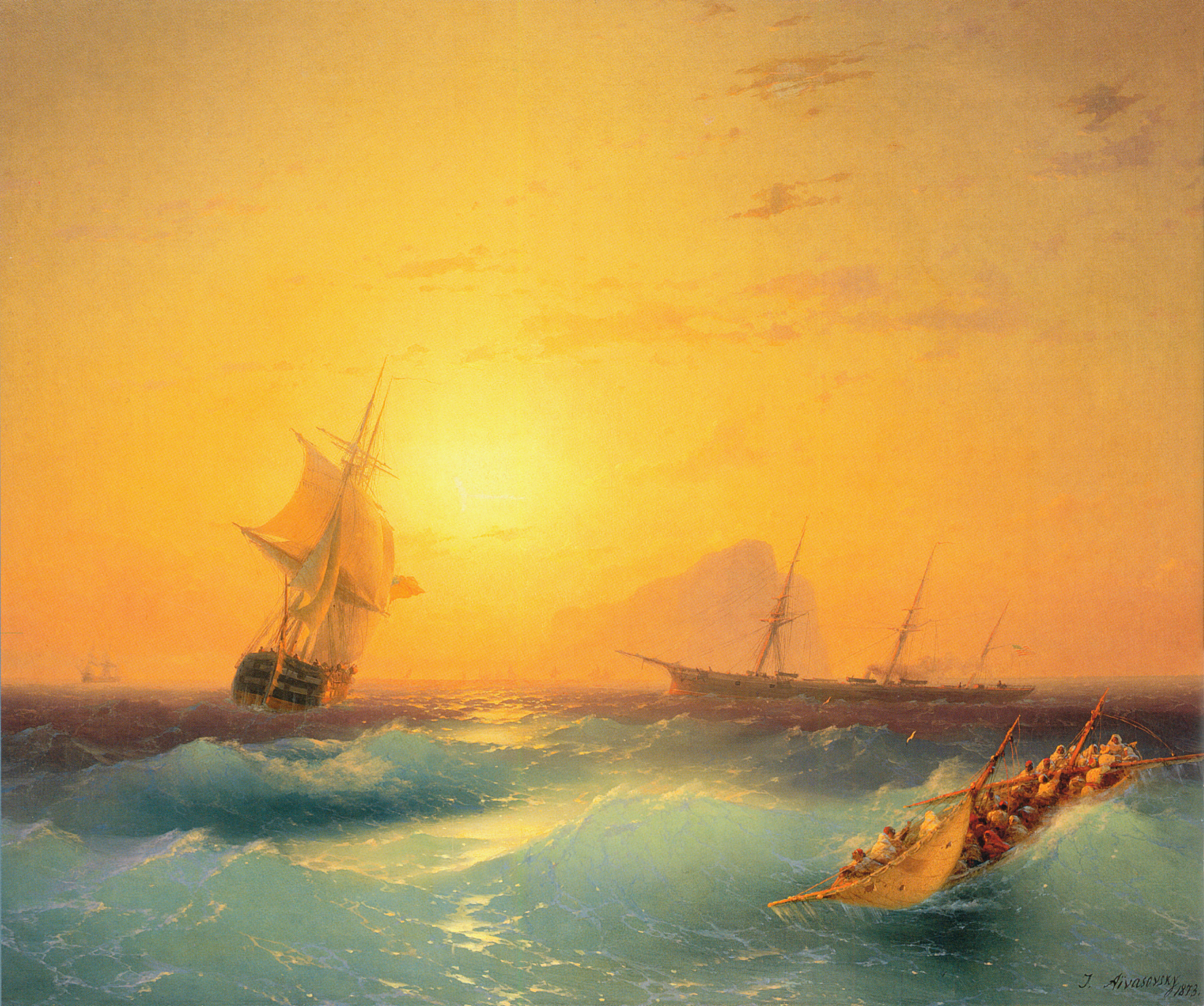
لوحة سفينة الشحن الأمريكية قرب جبل طارق

يعتبر إيفان إيفازوفسكي أغزر رسامي الروس إنتاجا للوحات الفنية في وقته.
وقدانتخب في بداية مسيرته المهنية عضوا في خمس أكاديميات للفنون الجميلة، بما في ذلك جامعته في سانت بطرسبرغ. روما، فلورنسا، شتوتغارت وأمستردام.
في سن ال 30 عين أستاذا للرسم في أكاديمية الفنون الجميلة، سانت بطرسبرغ تخصص الرسمات البحرية.
- ترك إيفازوفسكي أكثر من 6000 عندما توفي في سنة 1900 م
- في سنة 2006 بيعت أعمال إيفازوفسكي في مزاد علني ب 3,200,000$
- في 14 يونيو 2007 بيعت لوحته "سفينة الشحن الأميركية قبالة صخرة جبل طارق"(بالإنجليزية: American Shipping off the Rock of Gibraltar)‏ بمبلغ 2710000 £، "وهو أعلى سعر يدفع في مزاد علني لأعمال إيفازوفسكي[4]
- في أبريل 2012، تم بيع لوحة زيتية لإيفان إيفازوفسكي (لوحة رؤية القسطنطينية ومضيق البوسفور (بالإنجليزية: View of Constantinople and the Bosphorus)‏) في مزاد سوثبي في لندن بمبلغ 5.2 ملايين دولار (£ 3200000).[5]
- وفي 19 فبراير 2024 ، تم بيع لوحة زيتية لإيفان إيفازوفسكي بعنوان" حطام سفينة في ليلة مقمرة" في دار مزادات بموسكو بمبلغ مليون دولار، حيث أثارت عملية البيع ضجة كبيرة بين الأوساط الفنية حين صرحت جهات حكومية في أوكرانيا بأن اللوحة مسروقة من متحف "ماريوبول" للتقاليد المحلية في أوكرانيا.[6]

## الموجة التاسعة
تعتبر لوحة الموجة التاسعة (بالإنجليزية: The Ninth Wave)‏ من أشهر لوحات ايفازوفسكي التي أنجزها في العام 1850
في هذه اللوحة تبدو موهبة إيفازوفسكي في أجلى صور النضج والتبلور بحيث أن اللوحة تظهر بحرا هائجا بعد عاصفة ليلية، فيما ترسل الشمس خيوطها الأولى لتلمع فوق الأمواج الضخمة.

## معرض الصور

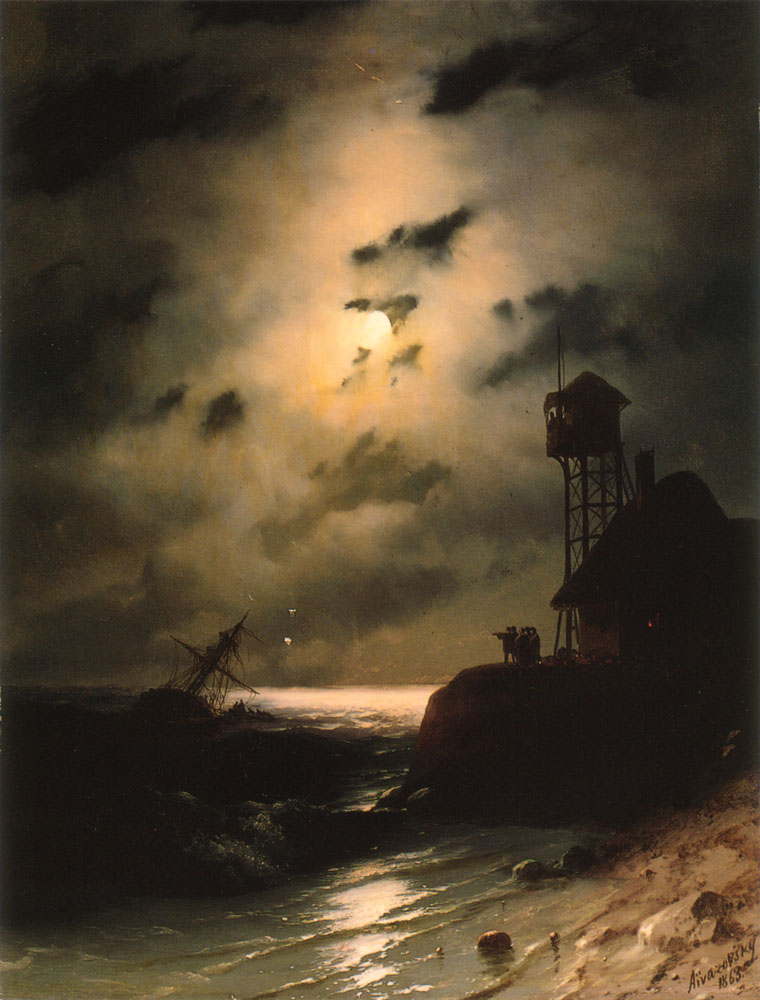
لوحة حطام سفينة في ليلة مقمرة
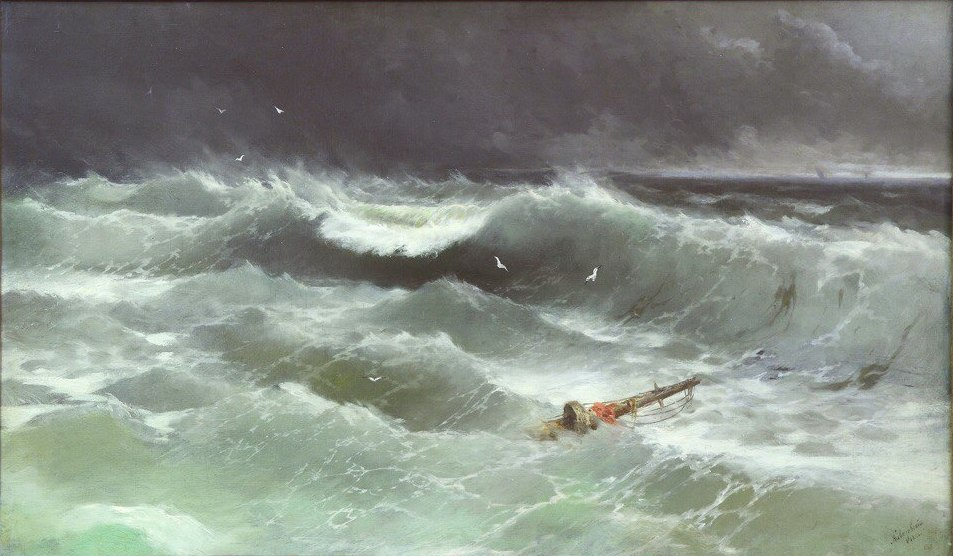
لوحة عن عاصفة بحرية عام 1886
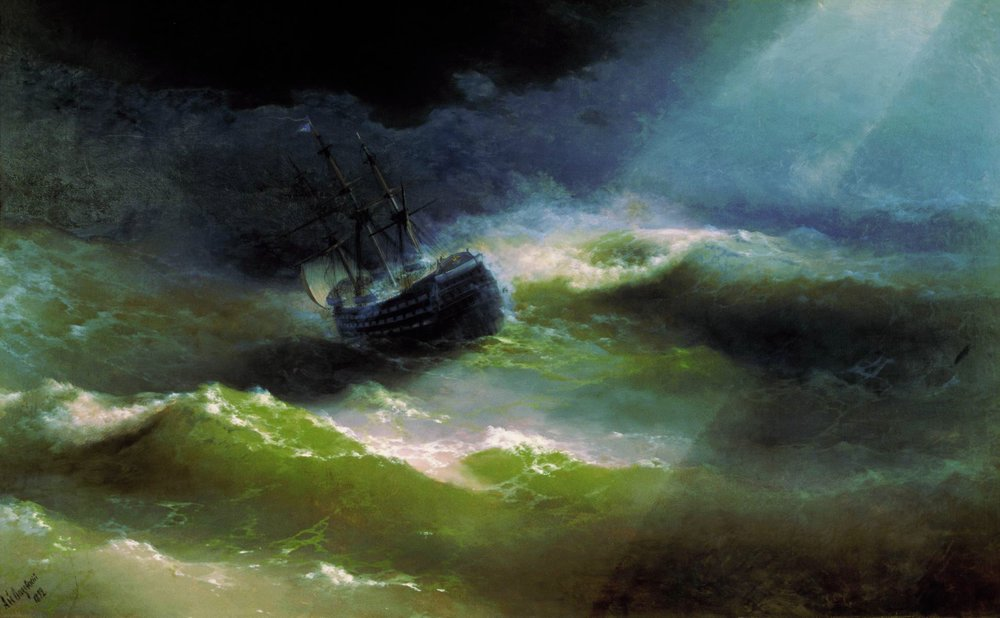
لوحة عن سفينة الإمبراطورة ماريا في عاصفة بحرية عام 1892
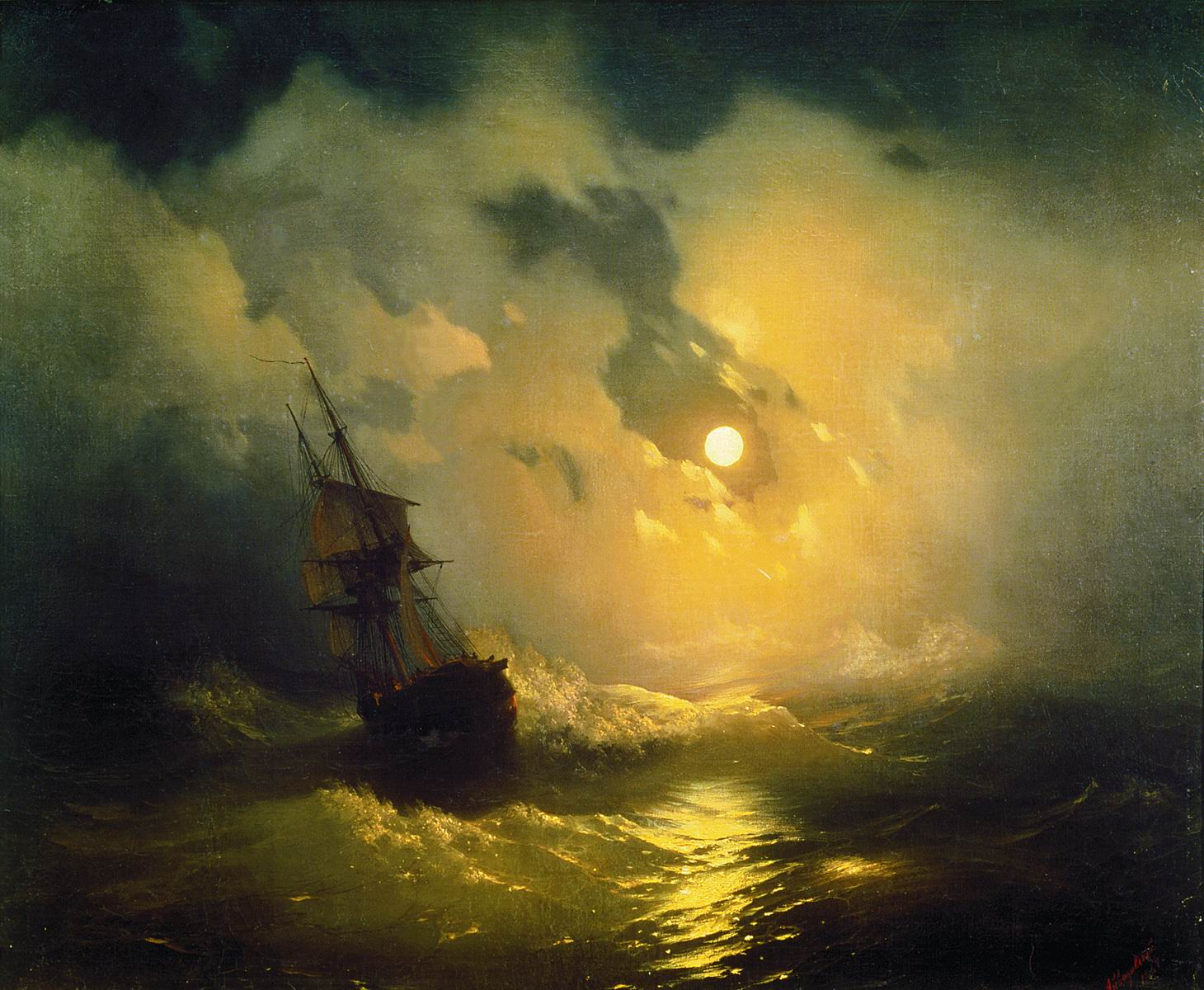
لوحة عن عاصفة بحرية في الليل
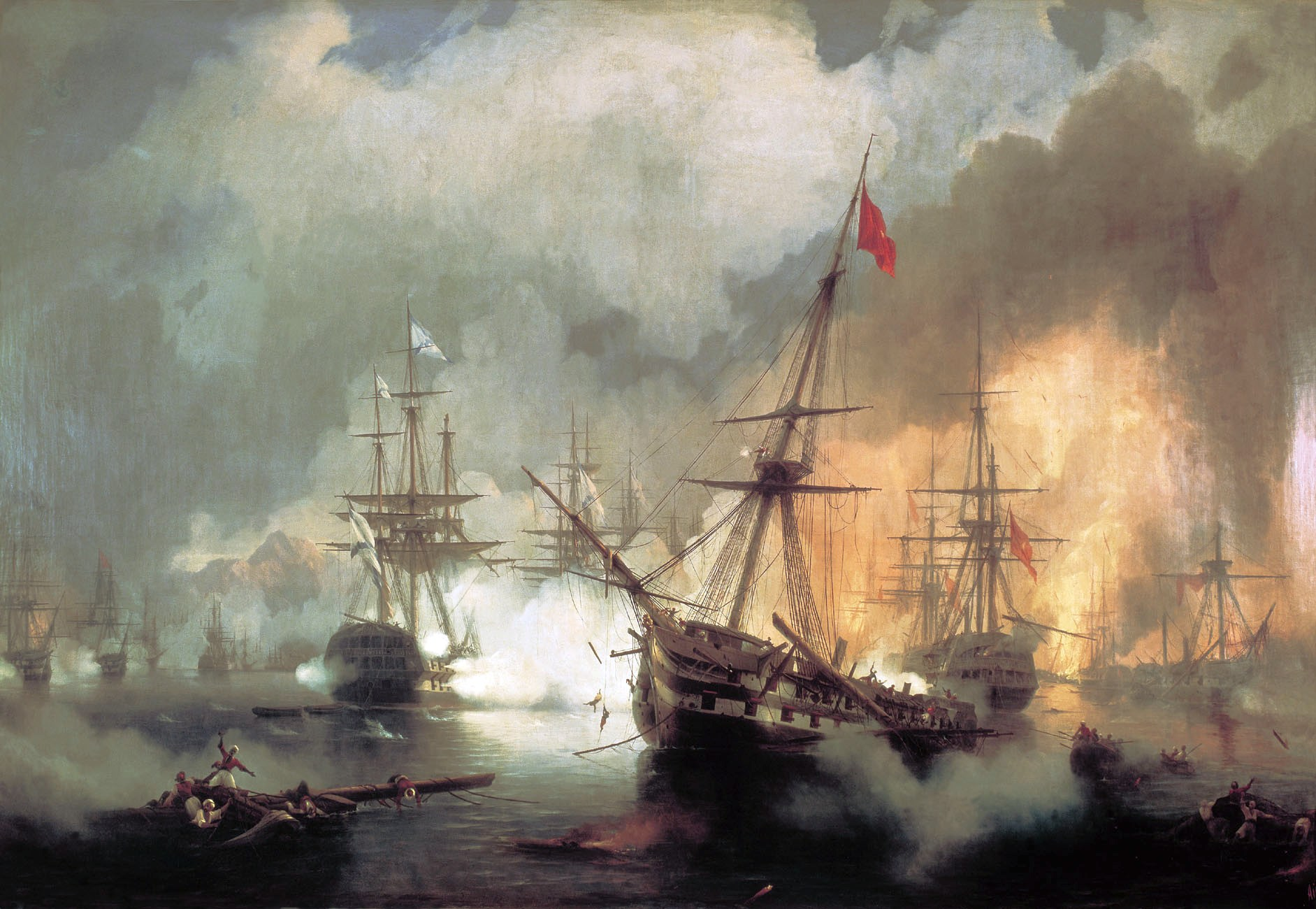
لوحة عن معركة نافارين
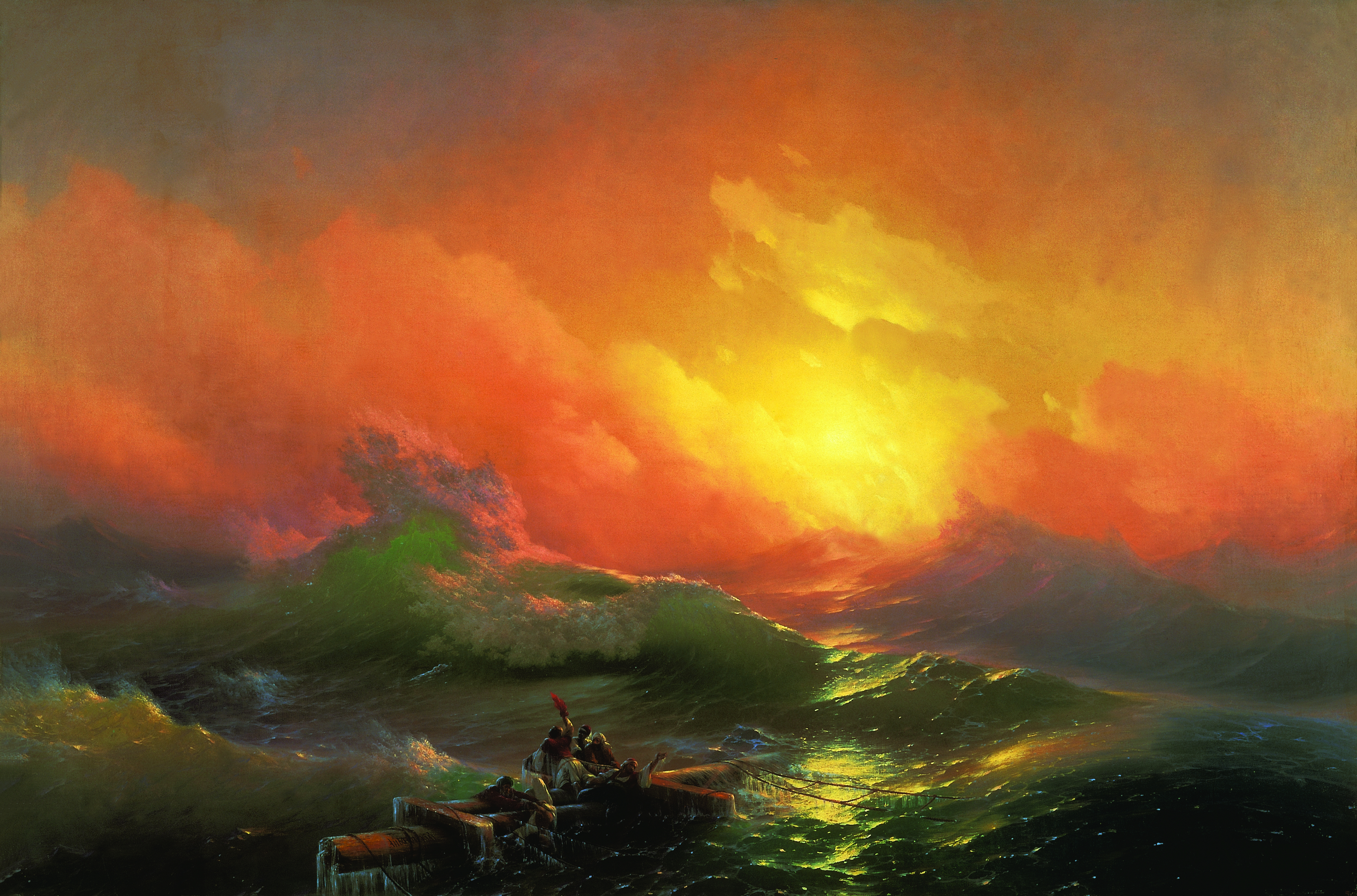
لوحة الموجة التاسعة
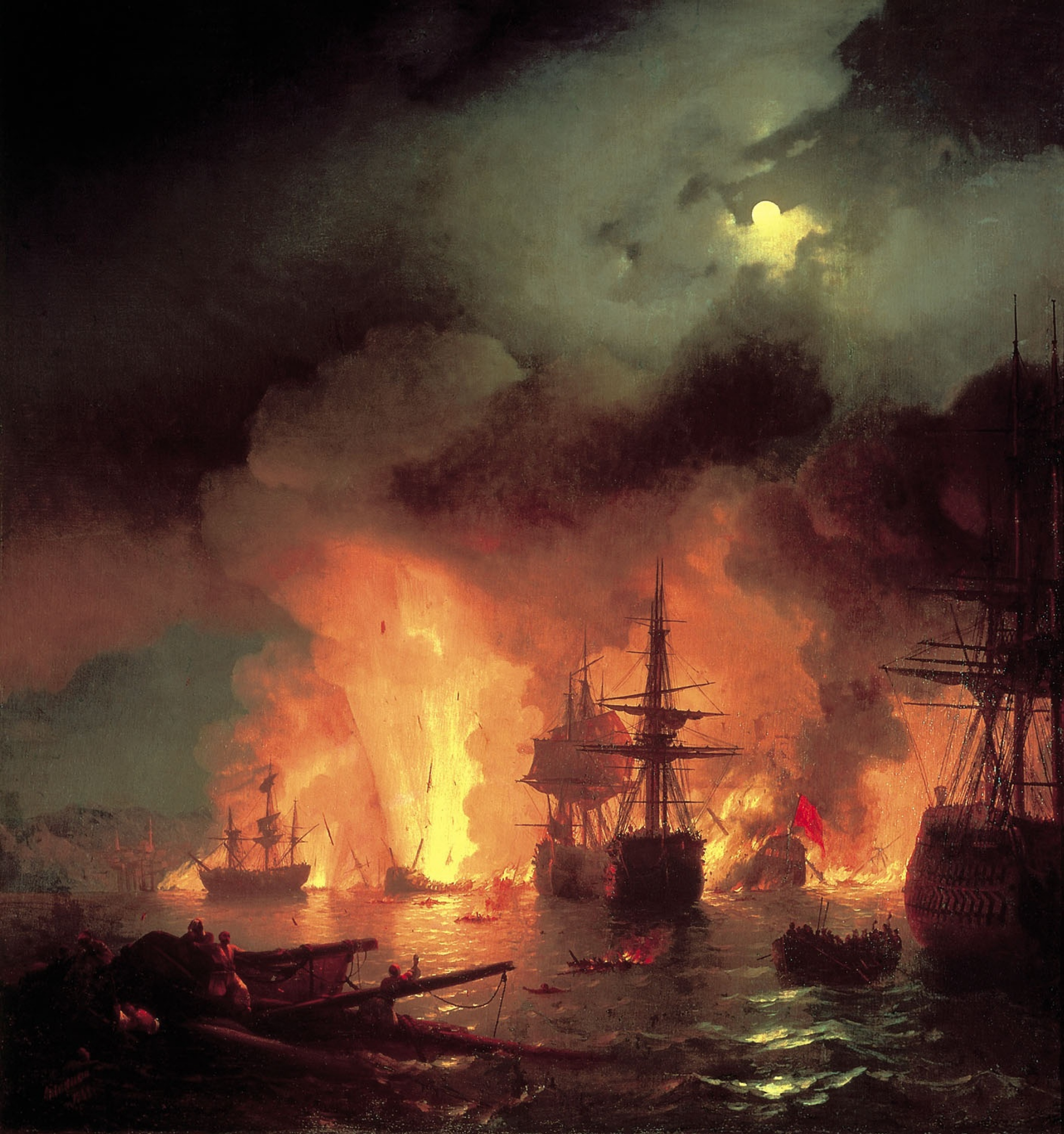
لوحة عن معركة تشيسمى
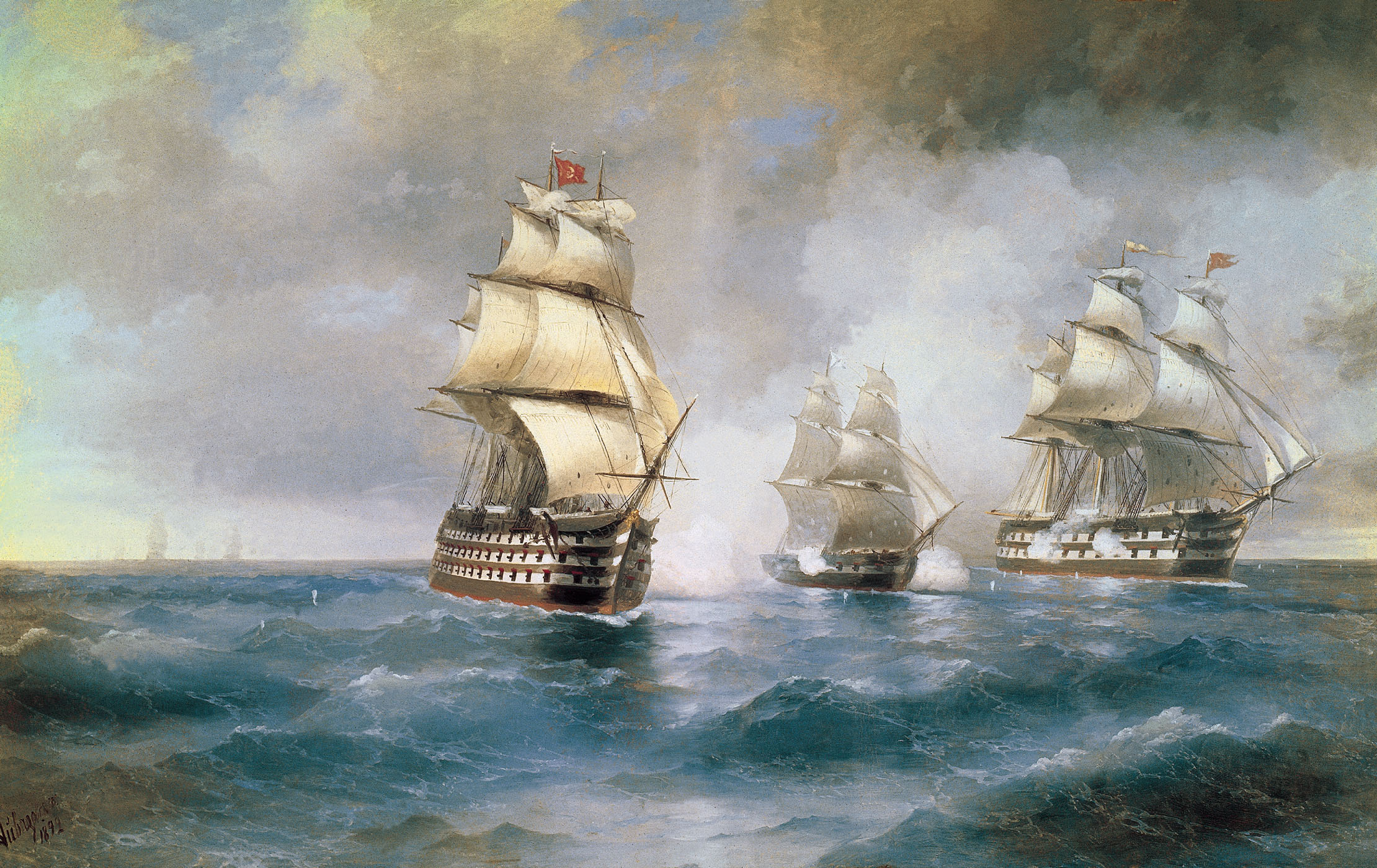
سفينة الزئبق تهاجم من طرف سفينتين من الأسطول التركي
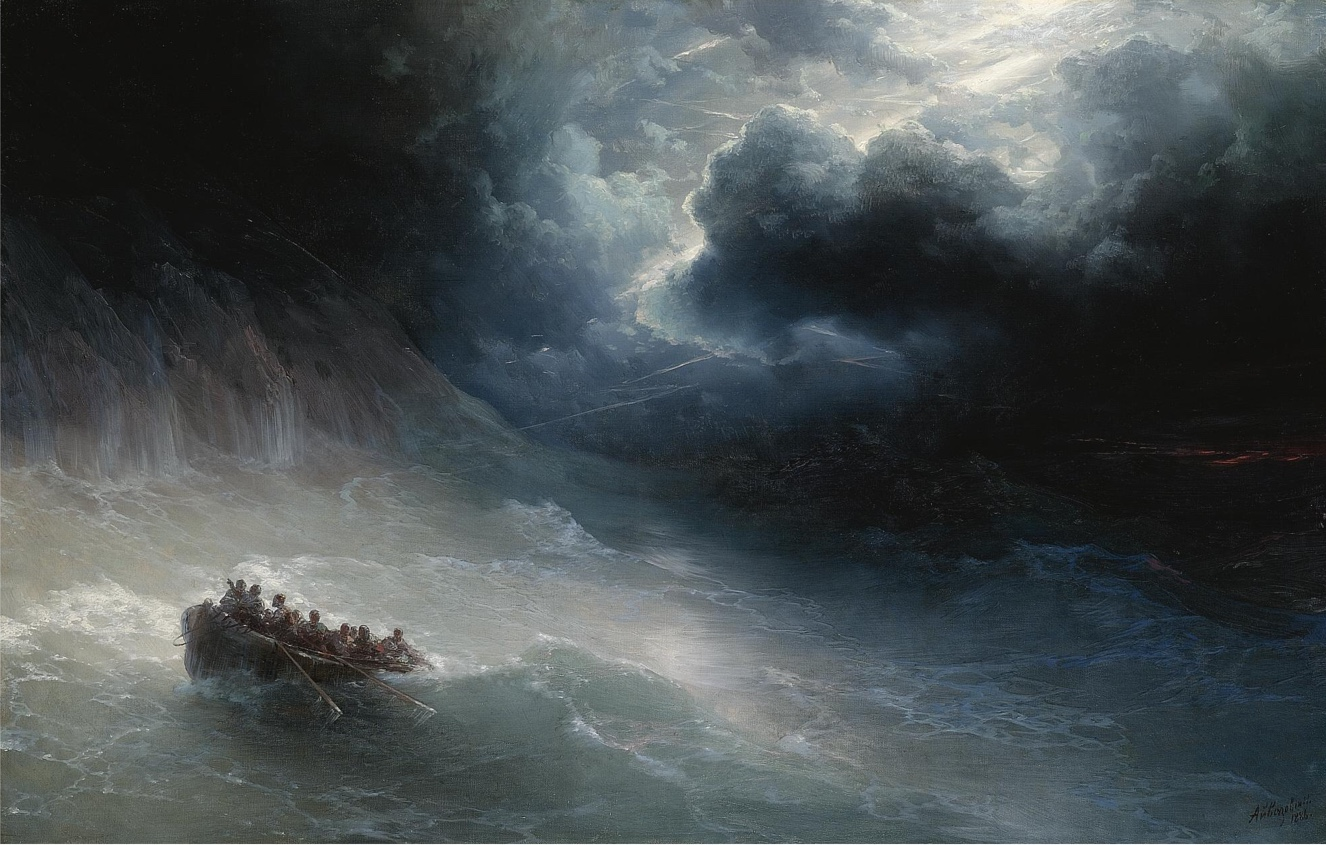
لوحة غضب البحار